# 陳壽祺
陈寿祺（1771年—1834年），字恭甫，号左海，晚号隐屏山人，福建侯官人。

## 生平
生于清高宗乾隆三十六年。陈寿祺五岁開始读书，“不饮，不弈，樗蒲不入座，惟手不释卷”，对今文《尚书》、三家《诗》用功尤深。嘉庆四年（1799年）进士，改庶吉士，“京城十年，恬然寡交游，惟日以讨论经义为事。”。道光九年(1829年)，福建通志局重修《福建通志》，聘寿祺总纂《福建通志》。晚年主講於泉州清源书院、鳌峯书院。藏书10万卷，藏书楼名“小馆”，扃钥甚严，書不外借。卒于宣宗道光十四年，年六十四岁。其孫陈培业曾在福州衣锦坊口缥缃馆设书肆，公开售卖小嫏環馆的藏書，部分被郭柏苍和杨浚所收。著有《左海文集》十卷，《左海骈体文》三卷，《绛趺堂诗集》六卷等。

## 家族
世代務農，父陈鹤书是贡生
有子陈乔枞。

## 延伸阅读
[在维基数据编辑]
 《清史稿·卷482》，出自趙爾巽《清史稿》